# 尹宗淳
尹宗淳（？—？），字缉蕉，号璺壅，直隸南皮尹官屯人，清朝政治人物。進士出身。
道光二十年（1840年）庚子科进士。任江苏省江宁府高淳县知县。道光二十五年，任江蘇荆溪縣知縣。敕授文林郎。